# Gerardo Reichel-Dolmatoff
Gerardo Reichel-Dolmatoff (Salzbourg 6 mars 1912 - Bogota 16 mai 1994) est un anthropologue et ethnologue colombien d'origine autrichienne.

## Biographie
(novembre 2008).
- 1912 Il naît à Salzbourg, en Autriche, alors empire Austro-Hongrois.

- 1923-39  Il étudie dans le Gymnasium du monastère bénédictin de Kremsmünster, en Autriche. Ensuite, il assiste à l'Akademie der Bildenden Künste, à Munich, en Allemagne, où il est diplômé en 1936. Finalement, il est étudiant à l'École du Louvre et à la faculté des Lettres de la Sorbonne à Paris.

- 1937-38 Il fait partie du « comité d'accueil » des Espagnols exilés à Paris. C’est ainsi qu’il se lie d’amitié avec Pío Baroja, qu’il accompagne pendant une longue période.

- Il arrive en Colombie au mois d'octobre 1939 comme hôte du président Eduardo Santos.

- 1940 Il travaille comme illustrateur de livres, de revues et de rapports scientifiques.

- 1941 Il commence à travailler comme chercheur à l'Institut Ethnologique National de la Colombie.

- 1942 Il obtient la nationalité colombienne.

- Le 13 mars 1943, il se marie avec l'anthropologue Alicia Dussan (es), à Bogota. Le parrain du mariage est Paul Rivet. Ils ont 4 enfants  entre 1945 et 1952 : Renée, Inès, Elizabeth et Helena.

- 1946-50 Sa famille s’établit à Santa Marta, où il fonde avec sa conjointe l'Institut Ethnologique du Magdalena et le musée ethnologique annexe ; ils entament un gigantesque plan de recherches en archéologie, ethnohistoire, ethnographie, ethnologie, linguistique, et anthropologie appliquées, dans tout le domaine de l'ancien département du Magdalena (Magdalena, Cesar, Guajira). Plusieurs des études de cette période deviendront des modèles méthodologiques sans précédent pour l'époque.

- 1951-53 La famille retourne à vivre à Chía, près de Bogota. Pendant ces années ils étudient une Communauté paysanne de la Sierra Nevada de Santa Marta. Ce travail, connu comme « les gens d'Aritama » est encore considéré comme une des études les plus complètes sur les communautés paysannes en Amérique latine.

- 1954 La famille s’établit à Carthagène des Indes, où ils entament des recherches sur l’archéologie, sur l’ethnographie et l'ethnologie de la région comprise entre la rive gauche de la rivière Magdalena et le Golfe d'Urabá.

- 1957  Il instaure le premier cours magistral d'Anthropologie médicale en Amérique latine comme professeur à l’Université de Carthagène et, avec sa conjointe, ils font la première étude anthropologique d'un quartier marginal.

- 1958 Au Costa Rica, il participe à la formation du groupe de chercheurs qui ont comme projet d’étudier la période formative dans toute l’Amérique.

- 1958 Il est nommé docteur Honoris Causa de l'Université de l'Atlantique, à Barranquilla, en Colombie.

- 1960-63 Il développe avec son épouse le gigantesque plan de recherches ethnographiques et archéologiques de la côte Pacifique.

- 1962 Par une demande de Tito de Zubiría il est nommé professeur d'anthropologie à l'Université de Los Andes à Bogotá.

- 1963-66 Il fonde avec sa conjointe le premier Département d'Anthropologie de Colombie, à l'Université de Los Andes à Bogotá, qui atteindra désormais un grand prestige international. En même temps, ils terminent leur projet dans la Côte Pacifique et entament des recherches archéologiques à Puerto Hormiga et à San Agustín. Ces études ont eu un grand impact international.

- 1966-67  Il reçoit l'Ordre National du Mérite, de la présidence de la République française, au grade de Grand Chevalier (délivrée par le Général De Gaulle), et l'Ordre des Palmes Académiques, du Ministère de l'Éducation de la France, au grade de Fonctionnaire.

- 1966-69 Il effectue la première phase de ses recherches dans le Vaupés.

- 1968  Il publie la première édition de Desana : Symbolisme des Indes Tukono du Vaupés, dont la méthode et les propositions nouvelles le consacrent comme un des plus importants ethnologues du monde. Pendant la même année il renonce à son poste à l'Université de Los Andes, ce qui constitue un fait très important dans sa vie.

- 1971 Il devient professeur adjoint de l'Université de Californie, à Los Angeles, où il envisage un important projet académique avec Johannes Wilbert.

- 1973 Il reçoit le Grand Ordre au Mérite de la Présidence de la République d'Autriche, avec le grade de Fonctionnaire.

- 1973 Il publie des versions en français et en japonais du livre Desana et un article qui a eu beaucoup d'influence dans l'archéologie et l'anthropologie Américaines : The Agricole Basis of the Sub-Andean Chiefdoms of  Colombia.

- 1973 Il reçoit le prix Caldas de Sciences, du Fond colombien de Recherches Scientifiques.

- 1975 Il reçoit la Médaille Thomas Henry Huxley, du Royal Anthropological Institute d'Angleterre. Celle-ci est une des distinctions académiques les plus hautes de l'anthropologie mondiale. Son discours pour la réception de cette médaille, intitulé Cosmology as Ecological Analysis, publié dans la revue Man, lui a accordé une très grande réputation internationale.

- 1975 Il publie The Shaman and the Jaguar aux États-Unis.

- 1976-77 Il retourne à la Sierra Nevada de Santa Marta pour une seconde phase de recherches ethnographiques et ethnologiques.

- 1983 Il est membre fondateur de l'Académie de Sciences du Tiers Monde - de TWAS à Trieste.

- 1987 Il reçoit l'Ordrmer Congrès Mondial d'Ethnobiologie, organisé par le Musée Emilio Goeldi, à Belem de Pour, au Brésil.

- 1990 Il reçoit la Grande Croix au Mérite du Ministère les Sciences et de la recherche de l'Autriche.

- 1990 Il reçoit le doctorat Honoris Causa de l'Université de Los Andes à Bogotá.

- 1991 Il reçoit le Prix National au Mérite Scientifique à Bogotá, ce prix est livré par l'Association colombienne pour le développement de la Science et par la banque Granahorrar.

- 1994 Il meurt à Bogota. Ses restes reposent finalement près de Medellín, dans une hotte bénédictine construite dans un important terrain archéologique d'Antioquia.

## Sources
- Notices d'autorité :   - VIAF
  - ISNI
  - BnF (données)
  - IdRef
  - LCCN
  - GND
  - Italie
  - Japon
  - CiNii
  - Espagne
  - Belgique
  - Pays-Bas
  - Pologne
  - Israël
  - NUKAT
  - Suède
  - Vatican
  - Australie
  - WorldCat